# Nelleke Vedelaar

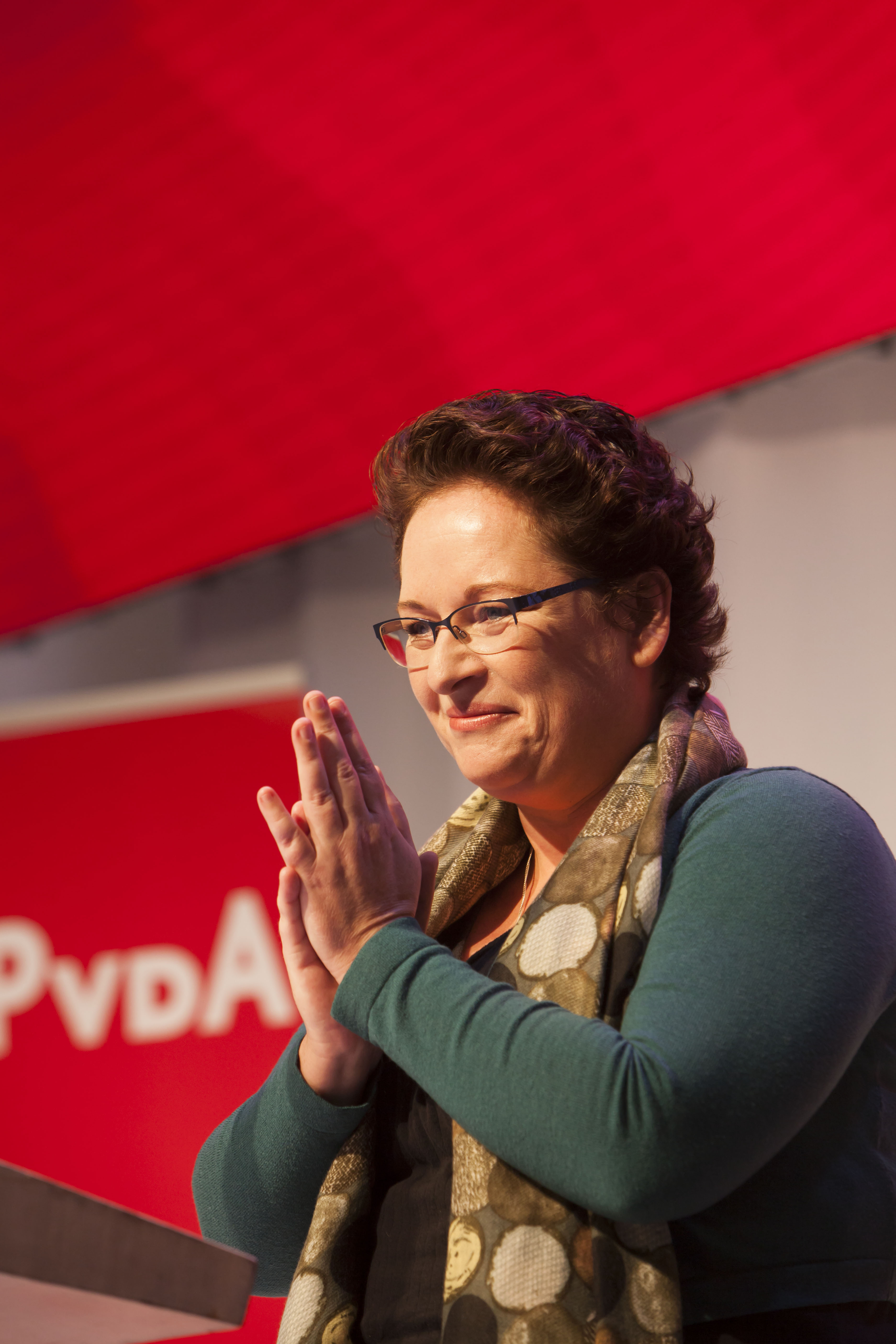
Nelleke Vedelaar (2017)

Nelleke Vedelaar (* 1977 in Assen) ist eine niederländische Politikerin der Partij van de Arbeid (PvdA). Seit Oktober 2017 hält sie das Amt der Parteivorsitzenden.

## Biografie
Vor ihrem Einstieg in die Politik war Vedelaar als Programmmanagerin beim Netherlands Institute for City Innovations Studies in Den Haag beschäftigt. Ihre politische Karriere begann sie im Jahr 2010 als Mitglied des Stadtrats von Zwolle, wo sie vor allem für die Themengebiete Pflege, Wohnen und Soziales zuständig war. Des Weiteren war sie Vorsitzende der Vereinigung für Wohnen, Gemeinwohl und Pflege sowie Vorsitzende des Verwaltungsrats der Wohnungsbauvereinigung Concilium. Zum 6. Oktober 2017 wurde Vedelaar mit 62,5 % der Stimmen zur neuen Parteivorsitzenden der PvdA gewählt, ihren bisherigen Posten als Stadträtin gab sie daraufhin auf. Sie trat die Nachfolge von Hans Spekman an, der nach der Niederlage der PvdA bei den Wahlen zur Zweiten Kammer der Generalstaaten im März 2017 seinen Rücktritt angekündigt hatte. Programmatisch trat sie im Vorfeld für radikale Veränderungen in der PvdA als Reaktion auf das letzte Wahlergebnis ein. Insbesondere eine Verjüngung des Parteikaders und die Rückkehr zu mehr Volksnähe seien nötig, um in der Zukunft wieder bessere Ergebnisse zu erzielen.